# Tachardiella fulgens
Tachardiella fulgens är en insektsart som först beskrevs av Cockerell 1895.  Tachardiella fulgens ingår i släktet Tachardiella och familjen Kerriidae. Inga underarter finns listade i Catalogue of Life.